# Активный голубой 2КТ
Активный голубой 2КТ (ремазол ярко-синий R) — это винилсульфоновый активный (на что указывает «Т» в названии) краситель, придающий целлюлозе голубой цвет с красноватым оттенком. Как и другие винилсульфоновые красители, закрепляется за счёт раскрытия активной винильной группы с образованием ковалентной связи с волокном или окрашиваемым материалом. Винильная группа образуется за счёт отщепления серной кислоты под действием щелочи при 60—70 °C.

## Получение
Активный голубой 2КТ получают взаимодействием бромаминовой кислоты и гидрохлорида 3-(2-гидроксиэтилсульфонил)анилина в присутствии соды с последующей этерификацией гидроксигруппы 3—5%-ным олеумом или хлорсульфоновой кислотой: